# Ричмънд Парк (стадион)
„Ричмънд Парк“ (на английски: Richmond Park) е футболен стадион в Дъблин, Република Ирландия.
Построен е през 1925 г. Разполага с капацитет от 5340 места, 2800 от които са седящи. Служи за домакински стадион на ФК „Сейнт Патрикс Атлетик“.